# Politička misao
Politička misao najstariji je znanstveni časopis koji izdaje Fakultet političkih znanosti u Zagrebu. Časopis se objavljuje od 1964. godine, a danas je jedan od vodećih politoloških časopisa u Hrvatskoj i regiji koju čine post-jugoslavenske zemlje. Časopis se objavljuje četiri puta godišnje na hrvatskom jeziku dok se peti broj od 1992. godine jednom godišnje objavljuje na engleskom jeziku pod nazivom Croatian Political Science Review.  Časopis je posebice usredotočen na radove o hrvatskoj politici i društvu, radove koji analiziraju Hrvatsku u globalnom kontekstu, kao i radove koji istražuju politiku i društvo na Balkanu i u Jugoistočnoj Europi, u Europskoj uniji, u susjedstvu Europske unije, te na Mediteranu. Od 2020. godine glavna urednica časopisa je Dagmar Radin.
Tekstovi u časopisu referiraju se u akademskim bazama podataka poput domaće baze HRČAK i međunarodnih baza Academic Search Complete, Academic Search Premier, Political Science Complete, SocINDEX with Full Text, Central & Eastern European Academic Source – CEEAS, CSA Worldwide Political Science Abstracts, CSA Sociological Abstracts, CSA Social Services Abstracts, CSA IBSS: International Bibliography of Social Sciences – Political Science, ProQuest Political Science, ProQuest PAIS International, CEEOL – Central and Eastern European Online Library i DOAJ – Directory of Open Access Journals.

## Urednici časopisa
Glavni urednici časopisa do danas su bili:
- od 2020. Dagmar Radin
- 2012-2020. Dejan Jović
- 2008-2012. Dragutin Lalović
- 2005-2008. Damir Grubiša
- 2001-2004. Nenad Zakošek
- 1997-2000. Davor Rodin (drugi put)
- 1993-1996. Zvonko Posavec
- 1985-1992. Davor Rodin (prvi put)
- 1983-1985. Branko Caratan
- 1974-1983. Radovan Vukadinović
- 1969-1973. Ivan Babić i Ante Marušić
- 1965-1968. Ante Fiamengo
- 1964-1965. Leon Geršković

## Vanjske poveznice
- Službena stranica
- Objavljena izdanja časopisa